# Фриц, Тейлор
Те́йлор Ха́рри Фриц (англ. Taylor Harry Fritz; род. 28 октября 1997, Ранчо-Санта-Фе, Калифорния) — американский теннисист. Финалист одного турнира Большого шлема в одиночном разряде (Открытый чемпионат США-2024); финалист Итогового турнира ATP (2024) в одиночном разряде; победитель десяти турниров ATP в одиночном разряде; победитель United Cup 2023 в составе сборной США; обладатель награды ATP в номинации «Завтрашняя звезда» (2016); бронзовый призёр Олимпийских игр 2024 года в парном разряде.
Победитель одного юниорского турнира Большого шлема в одиночном разряде (Открытый чемпионат США-2015); бывшая первая ракетка мира в юниорском рейтинге ITF.

## Общая биография
Родился в теннисной семье. Мать Тейлора Кэти Мэй (в замужестве Фриц) в конце 1970-х была 10-й ракеткой мира среди женщин, играла в четвертьфиналах турниров Большого шлема, а отец Тейлора Харри Фриц был теннисным тренером; есть братья: Крис и Кайл. У Тейлора и его бывшей супруги Ракель Педрасы есть сын Джордан (родился в январе 2017 года).
Благодаря родителям, начал играть в теннис уже в два года. Любимый турнир — Открытом чемпионате США; кумирами в детстве были Хуан Мартин дель Потро и Пит Сампрас.

## Спортивная карьера

### Юниорская карьера
Тейлор Фриц обратил на себя внимание уже на юниорском этапе карьеры. С 2013 по 2015 год он выступал на соревнованиях юниорского тура ITF и выиграл в общей сложности восемь титулов (из них пять в одиночном разряде). В 2014 году он смог выйти в полуфинал юниорского Уимблдонского турнира. В 2015 году, когда Фриц завершал юниорскую карьеру, сыграл девять юношеских турниров, в том числе все четыре турнира Большого шлема, в каждом из которых дошёл как минимум до четвертьфинала (1/4 финала на Открытом чемпионате Австралии, финал на Открытом чемпионате Франции, полуфинал в одиночном и парном разряде на Уимблдоне и победа на Открытом чемпионате США). Его основным соперником был соотечественник Томми Пол, с которым Фриц дважды встречался в финалах, проиграв на Большом шлеме в Париже и победив в Нью-Йорке. Открытый чемпионат США стал последним турниром в юниорской карьере Фрица, после этого начавшего активно выступать во взрослых турнирах серии «челленджер». В июне он возглавил юниорский рейтинг и по итогам года был назван ITF первой ракеткой мира среди юниоров. Фриц стал первым представителем США за десять лет, возглавившим годовой рейтинг ITF — этого успеха американцы не добивались с 2005 года, когда первой ракеткой мира среди юниоров стал Дональд Янг.

### Начало взрослой карьеры

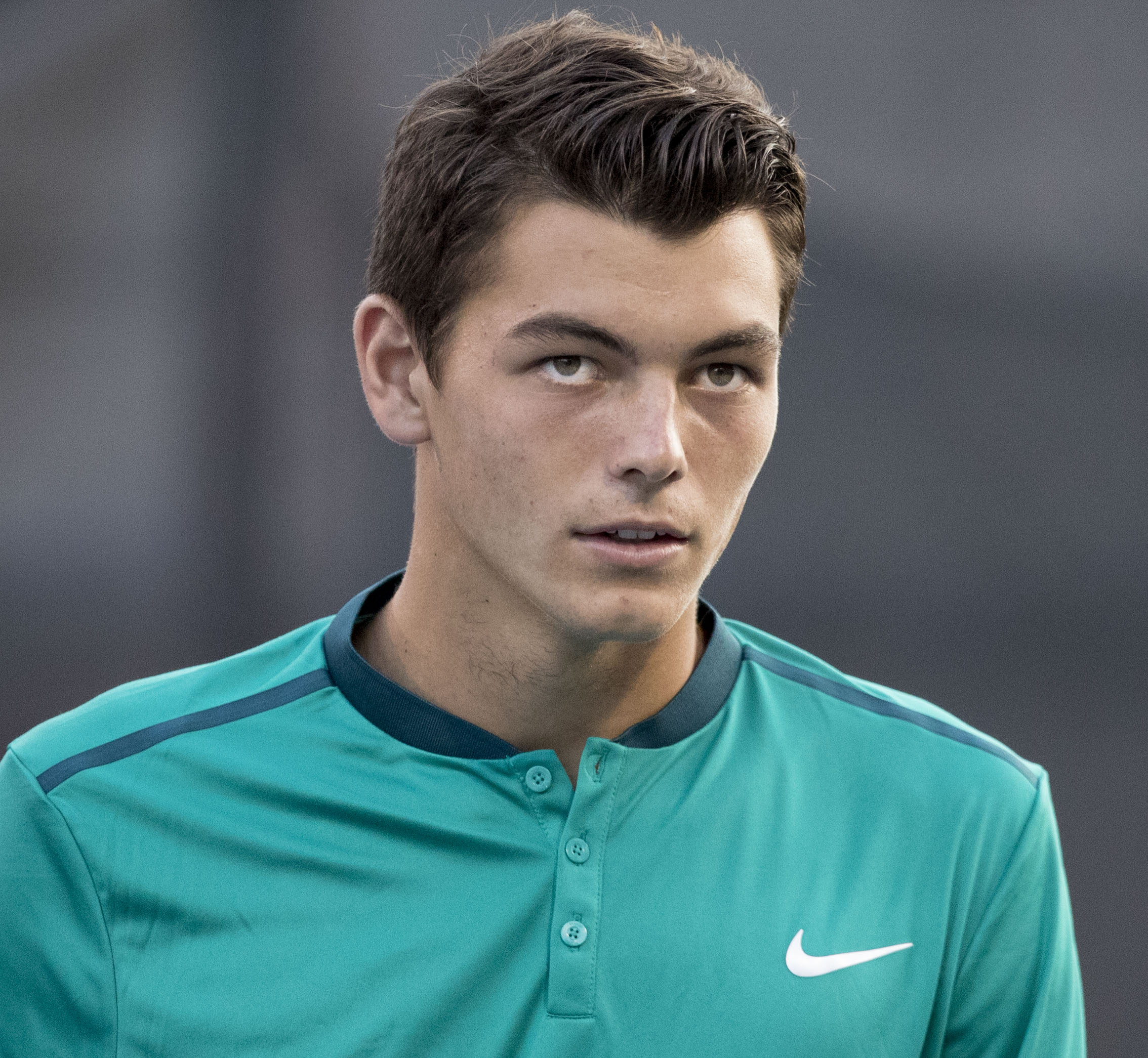
На турнире в Вашингтоне 2016 года

Первые турниры на взрослом уровне сыграл в 2014 году на базовом уровне «фьючерс». В июне 2015 года в 17 лет он дебютировал в Мировом туре, получив уайлд-кард в основную сетку турнира в Ноттингеме. В первом матче на таком уровне Фриц смог обыграть 66-ю ракетку мира Пабло Карреньо Бусту (6-1, 6-4), а во втором раунде уступил его соотечественнику Фелисиано Лопесу (3-6, 3-6). После победы на юниорском Открытом чемпионате США Фриц остаток 2015 года выступал на «челленджерах», в октябре выиграв два турнира этого ранга подряд в Калифорнии и проиграв свой третий финал в ноябре в Иллинойсе. За год он трижды побеждал соперников из первой сотни рейтинга и завершил дебютный неполный сезон во второй сотне мирового рейтинга.
2016 год Фриц начал с третьей победы в «челленджере», на этот раз в Австралии, обыграв в финале сотую ракетку мира Дуди Селу. Успешно преодолев квалификационное сито на Открытом чемпионате Австралии, он впервые в карьере сыграл в основной сетке взрослого турнира Большого шлема, но уступил там в пяти сетах занимающему 22-е место в рейтинге Джеку Соку. В первой половине февраля на турнире основного тура АТР в Мемфисе Фриц стал финалистом, переиграв, в том числе, во втором круге 29-ю ракетку мира Стива Джонсона, но в финале не смог противостоять трёхкратному победителю этого турнира, седьмой ракетке мира Кэю Нисикори (4-6, 4-6). Фриц, для которого Мемфис был только третьим турниром АТР в карьере, стал самым молодым американцем в финале турнира АТР с 1989 года, когда 17-летний Майкл Чанг выиграл турнир на Уэмбли. Дойдя в последнюю неделю февраля до четвертьфинала турнира ATP 500 в Акапулько после победы в первом круге над 30-й ракеткой мира Жереми Шарди, Фриц впервые в карьере вошёл в число 100 лучших теннисистов мира. Выступая далее чаще в основном туре АТР, Фриц обычно выбывал из борьбы сразу или во втором матче, но в августе на турнире в Атланте тоже сумел дойти до четвертьфинала и к концу месяца достиг в рейтинге 53-й позиции. На Открытом чемпионате США Фриц, как и в Австралии в пяти сетах проиграл в первом раунде Джеку Соку и, таким образом, на всех Больших шлемах в сезоне, где у него состоялся дебют на взрослом уровне он не смог пройти стартового матча основной сетки. В парном разряде в альянсе с Томми Полом попал во второй круг после того, как в первом матче снялся с игры из-за травмы его соперник Даниэль Нестор, игравший с Вашеком Поспишилом. По итогам года молодой американец был удостоен награды ATP в номинации «Завтрашняя звезда», присуждаемой наиболее успешному новичку сезона.

### 2017—2019 (попадание в топ-50 и первый титул в туре)

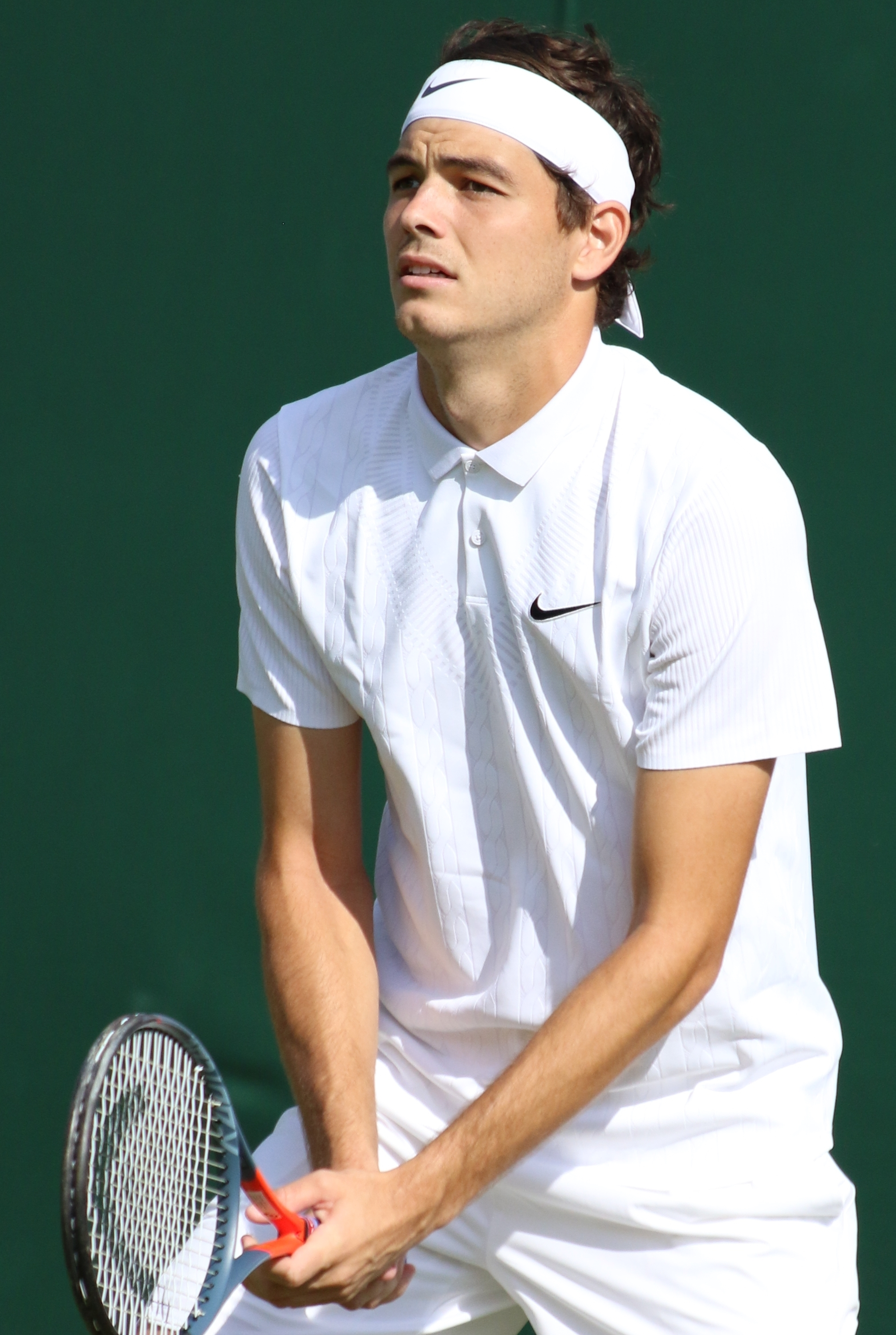
На Уимблдоне 2019 года

Фриц начал 2017 год в Большого шлема в Австралии, где проиграл в первом раунде. В феврале он побывал в Далласе в очередном финале «челленджера», где не сумел переиграть соотечественника Райана Харрисона. Однако из-за потери рейтинговых очков за прошлогодний финал в Мемфисе Фриц потерял место в топ-100. Весной на Мастерсе в Индиан-Уэлсе он вышел в третий раунд, последовательно обыграв 40-ю ракетку мира Бенуа Пера, а затем занимавшего в рейтинге 7-е место Марина Чилича, одержав первую в карьере победу над соперником из первой десятки рейтинга. Грунтовую часть сезона он полностью пропустил и вернулся на корт в июне на травяной отрезок. Из-за низкого рейтинга Фриц пробивался на Уимблдон через три раунда квалификации и сыграл в первом раунде против Джона Изнера и по итогу в шестой раз подряд проиграл стартовый матч Большого шлема. В августе он набрал неплохую форму: на четырёх турнирах он добрался минимум до четвертьфинала (из них на двух турнирах основного тура: в Кабо-Сан-Лукасе и Уинстон-Сейлеме). На Открытом чемпионате США он получил уайлд-кард и в первом круге победил Маркоса Багдатиса, впервые в карьере (с седьмой попытки) выиграв матч в основной сетке одиночного турнира Большого шлема, но затем уступил восьмой ракетке мира Доминику Тиму. Эти результаты позволили на пару месяцев вернуть место в топ-100. Лучшим результатом осени в основном туре стал выход в четвертьфинал турнира в Чэнду. Таким образом, успехи американца в течение сезона были скромными, на турнирах ATP он не поднимался выше четвертьфинала и закончил год за пределами первой сотни рейтинга.
В начале сезона 2018 года Фрицу удалось вернуть себе место в топ-100. За первый месяц 2018 года он дважды играл в финалах «челленджеров» (выиграв, второй из них, в Ньюпорт-Биче), а в феврале по пути в четвертьфинал турнира ATP в Делрей-Биче победил 12-ю ракетку мира Сэма Куэрри. В марте на Мастерсе в Индиан-Уэлсе ему удалось выйти в четвёртый раунд. В апреле Тейлор дошёл до полуфинала грунтового турнира в Хьюстоне, обыграв подряд трёх американцев, включая 16-ю ракетку мира Джека Сока, но уступил в трёх сетах Стиву Джонсону — 5-7, 7-6, 2-6. Перед «Ролан Гаррос» он вышел в 1/4 финала в Лионе, а на кортах Парижа выбыл в первом круге, проиграв в пяти сетах Гидо Андреосси. На Уимблдоне выбыл во втором круге, также в пяти сетах уступив третьей ракетке мира Александру Звереву.
В начале августа 2018 года в паре с австралийцем Танаси Коккинакисом вышел в финал турнира АТР в Кабо-Сан-Лукасе (Мексика) — первый в своей парной карьере. На Открытом чемпионате США в первом круге Тейлор сумел отыграться со счёта 0-2 по сетам в матче против Миши Зверева (4:6, 2:6, 6:4, 7:6, 6:2), и в третьем круге в четырёх сетах уступил, как и за год до этого, Доминику Тиму, теперь занимавшему в рейтинге 9-е место. В сентябре он дошёл до полуфинала турнира ATP 250 в Чэнду на харде, где в трёх сетах уступил итальянцу Фабио Фоньини. В конце октября, после попадания в четвертьфинал турнира в Базеле, впервые вошёл в топ-50 рейтинга ATP. По итогам года принял участие в выставочном турнире лучших молодых теннисистов мира Next Generation ATP Finals, выиграв один из трёх матчей группового этапа и не попав в полуфинал.
В 2019 году Фриц смог прибавить и по ходу сезона пять раз обыгрывал теннисистов из топ-10. В начале года он вышел в четвертьфинал турнира в Окленде. На Открытом чемпионате Австралии, как и в США, Фриц дошёл до третьего раунда, где уступил прошлогоднему чемпиону Роджеру Федереру, после чего во второй раз подряд стал победителем «челленджера» в Ньюпорт-Биче, обыграв в финале канадца Брайдена Шнура. В грунтовой части сезона лучше всего выступил на турнире в Лионе, где достиг полуфинала, а на Открытом чемпионате Франции проиграл во втором раунде. В июне в травяном турнире в Истборне завоевал свой первый титул в ATP-туре. После побед в том числе над Гидо Пельей и Кайлом Эдмундом, в финале он обыграл Сэма Куэрри (6-3, 6-4). На Уимблдоне не удалось пройти далее второго раунда.
За июль 2019 года Фриц дважды пробивался в финал турниров базовой категории ATP-тура — в Атланте и Кабо-Сан-Лукасе (после победы над занимавшим в рейтинге 9-ю позицию Фоньини), однако оба финала он проиграл и выдал серию из шести поражений подряд, в том числе и в первом раунде Открытого чемпионата США. В парном разряде Фриц и другой молодой американец Райли Опелка дошли до финала в турнире ATP 500 Базеле, не проиграв по ходу ни одного сета, но в матче за титул их обыграли Жан-Жюльен Ройер и Хория Текэу. По ходу сезона Фриц значительно улучшил свой рейтинг в обоих разрядах, в одиночном достигнув 25-й позиции в августе и закончив год на 32-м месте. В концовке сезона она также дебютировал в составе сборной США, сыграв в финальном турнире на Кубок Дэвиса. Фриц проиграл в матче против Дениса Шаповалова и выиграл у Маттео Берреттини. США заняли второе место в своей группе и по дополнительным показателям не смогли пробиться в плей-офф.

### 2020—2022 (победа на Мастерсе и попадание в топ-10)

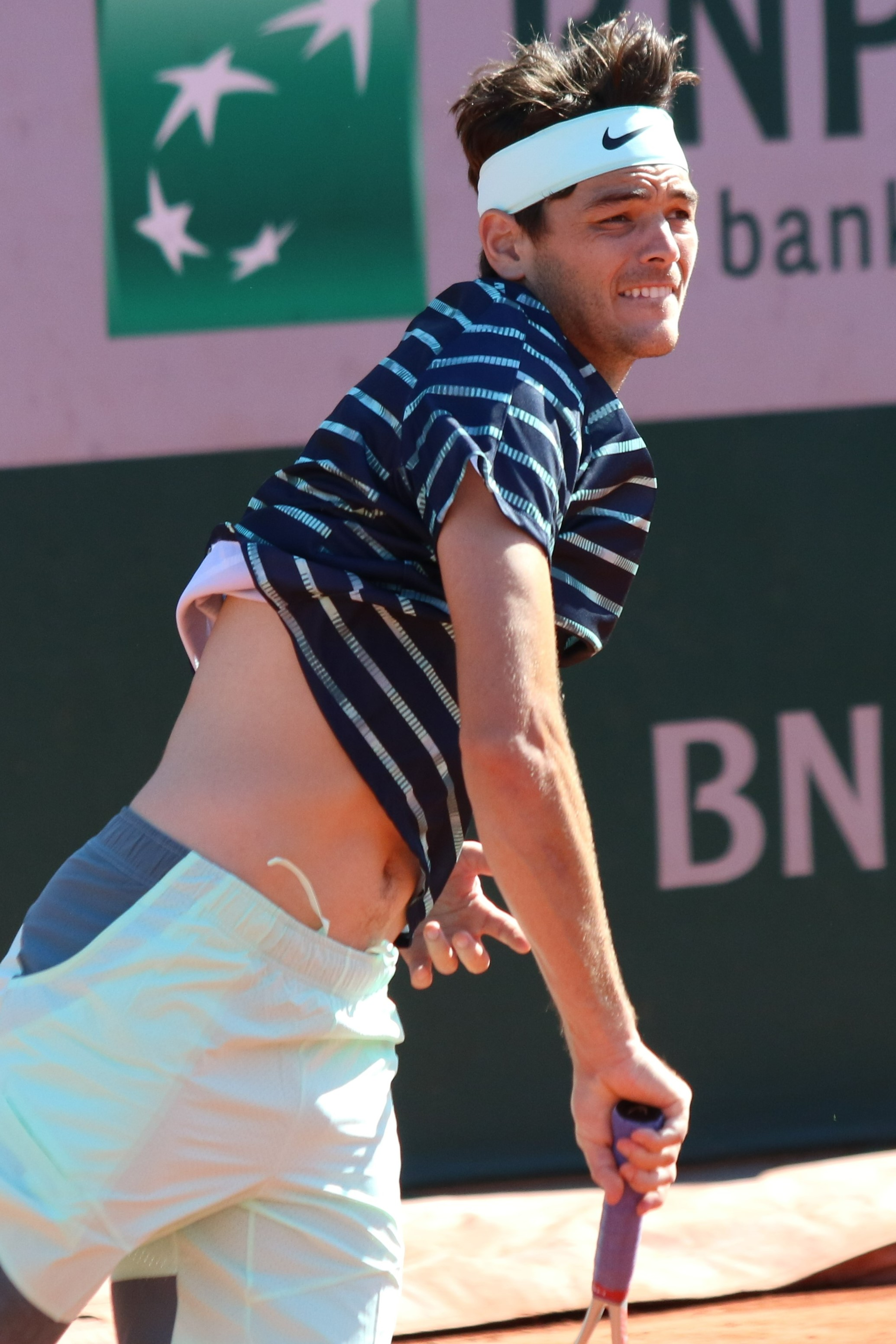
На Ролан Гаррос 2022 года

В начале 2020 года Фриц представлял сборную США в командном Кубке ATP, но проиграл две встречи из трёх на групповом этапе. На Открытом чемпионате Австралии его остановил в третьем круге Доминик Тим — пятая ракетка мира. В феврале в Акапулько американец дошёл до первого в карьере финала турнира категории ATP 500, победив Изнера в матче лучших на тот момент игроков США и затем проиграв занимающему второе место в мировом рейтинге Рафаэлю Надалю. К марту он поднялся в рейтинге до 24-й позиции. После перерыва в сезоне, связанного с пандемией COVID-19, Фрицу, однако, не удалось развить успех: в обоих оставшихся турнирах Большого шлема (Уимблдон был отменён) он проиграл, как и в Австралии, в третьем круге, а на более мелких турнирах не пробивался дальше второго. Тем не менее до конца года он пропустил вперёд только нескольких соперников, завершив сезон в топ-30 рейтинга.
На Открытом чемпионате Австралии 2021 года Фриц третий раз подряд остановился на стадии третьего раунда, проиграв на этот раз в пяти сетах Новаку Джоковичу. В марте он смог выйти в полуфинал турнира в Дохе. В грунтовой части сезона он однажды добрался до 1/2 финала — на турнире в Кальяри, а на Ролан Гаррос проиграл на стадии второго раунда. На Уимблдоне он прошёл в третий раунд. В июле отметился двумя выходами в полуфинал (в Кабо-Сан-Лукасе и Атланте). На Открытом чемпионате США не смог преодолеть второй раунд. В отложенном на осень Мастерсе в Индиан-Уэлсе он впервые пробрался в полуфинал на турнирах данной серии и по ходу смог победить двух соперников из первой десятки рейтинга (Маттео Берреттини и Александра Зверева), а также 14-ю ракетку мира Янника Синнера. Сразу после этого он на турнире в Санкт-Петербурге впервые за сезон пробился в финал, где проиграл Марину Чиличу (6-7, 6-4, 4-6). В ноябре на Мастерсе в Париже Фриц в третий раз за год обыграл соперника из первой десятки (Андрея Рублёва), но в четвертьфинале его остановил будущий чемпион — занимающий первую строчку в рейтинге Новак Джокович. За 2021 год американец не проходил дальше третьего раунда в турнирах Большого шлема, однако пять раз сыграл в полуфиналах турниров ATP. В начале ноября американец поднялся в рейтинге до 23-го места, закончив сезон на рекордной на тот момент для себя позиции.
В 2022 году Фриц смог достигнуть существенного прогресса. Начал сезон с командного Кубка ATP, где выиграл два матча из трёх на групповом этапе и этого оказалось недостаточным для выхода США из группы. На Открытом чемпионате Австралии с четвёртой попытки удалось преодолеть третий раунд, но в следующем четвёртом он проиграл Стефаносу Циципасу. Этот результат помог впервые подняться в топ-20 одиночного рейтинга. В феврале он сыграл два турнира и на одном из них (в Далласе) прошёл в четвертьфинал. В марте Фриц отлично сыграл на Мастерсе в Индиан-Уэлсе, выиграв все шесть матчей и забрав титул. В полуфинале был обыгран № 7 в мире Андрей Рублёв (7-5, 6-4), а в решающем матче удалось впервые нанести поражение трёхкратному чемпиону турнира Рафаэлю Надалю (6-3, 7-6). После победы в Индиан-Уэлсе Фриц переместился на 13-е место в рейтинге. На следующем Мастерсе в Майами он проиграл в четвёртом раунде Миомиру Кецмановичу, которого до этого обыграл в 1/4 финала в Индиан-Уэлсе.
Грунтовый отрезок сезона 2022 года начал с выхода в четвертьфинал в Хьюстоне в апреле. На Мастерсе в Монте-Карло он также сыграл в четвертьфинале. Пропустив ряд далее ряд турниров он сыграл на Ролан Гаррос, где проиграл во втором раунде. Перейдя в июне на траву, на первых двух турнирах Фриц проигрывал в первом матче, зато на третьем в Истборне удалось завоевать титул (второй в карьере на этом турнире), обыграв в финале соотечественника Максима Кресси (6-2, 6-7, 7-6). На Уимблдоне у Фрица была неплохая сетка (четыре соперника из-за пределов топ-50) и ему удалось выйти в четвертьфинал (первый на Больших шлемах). В борьбе за полуфинал он уступил Рафаэлю Надалю, который затратил для победы пять сетов (4 часа 21 минуты) и смог победить на тай-брейке в последнем. На североамериканском харде Фриц лучше всего сыграл на Мастерсе в Цинциннати, где обыграл в третьем раунде № 8 в мире Андрея Рублёва и вышел в четвертьфинал, в котором проиграл другому россиянину и первой ракетке мира Даниилу Медведеву. Но на Открытом чемпионате США он неожиданно проиграл в первом раунде 303-й ракетке мира Брэндону Холту.
В октябре 2022 года Фриц выиграл турнир уровня ATP 500 в Токио, переиграв в финале Фрэнсиса Тиафо. После этого успеха он впервые в карьере вошёл в число первых десяти теннисистов в мировом рейтинге. Занимая к концу сезона девятое место, Фриц попал на Итоговый турнир ATP, благодаря отказу от участия первой ракетки мира Карлоса Алькараса. Фриц смог проявить себя и выйти из группы после побед над Рафаэлем Надалем (7-6, 6-1) и Феликсом Оже-Альяссимом (7-6, 6-7, 6-2), проиграв только занявшему первое место в группе Касперу Рууду (3-6, 6-4, 6-7). В полуфинале он сразился с Новаком Джоковичем и проиграл ему в двух сетах, которые заканчивались тай-брейком. По итогам сезона Фриц смог остаться в топ-10, заняв девятое место. Весь сезон он играл за сборную в Кубке Дэвиса и помог американцам выйти в решающий турнир. В четвертьфинале против Италии Фриц выиграл свой матч у Лоренцо Сонего, однако его партнёры проиграли одиночную и парную встречи и американцы уступили со счётом 1:2.

### 2023: два титула ATP 250, пятое место в рейтинге

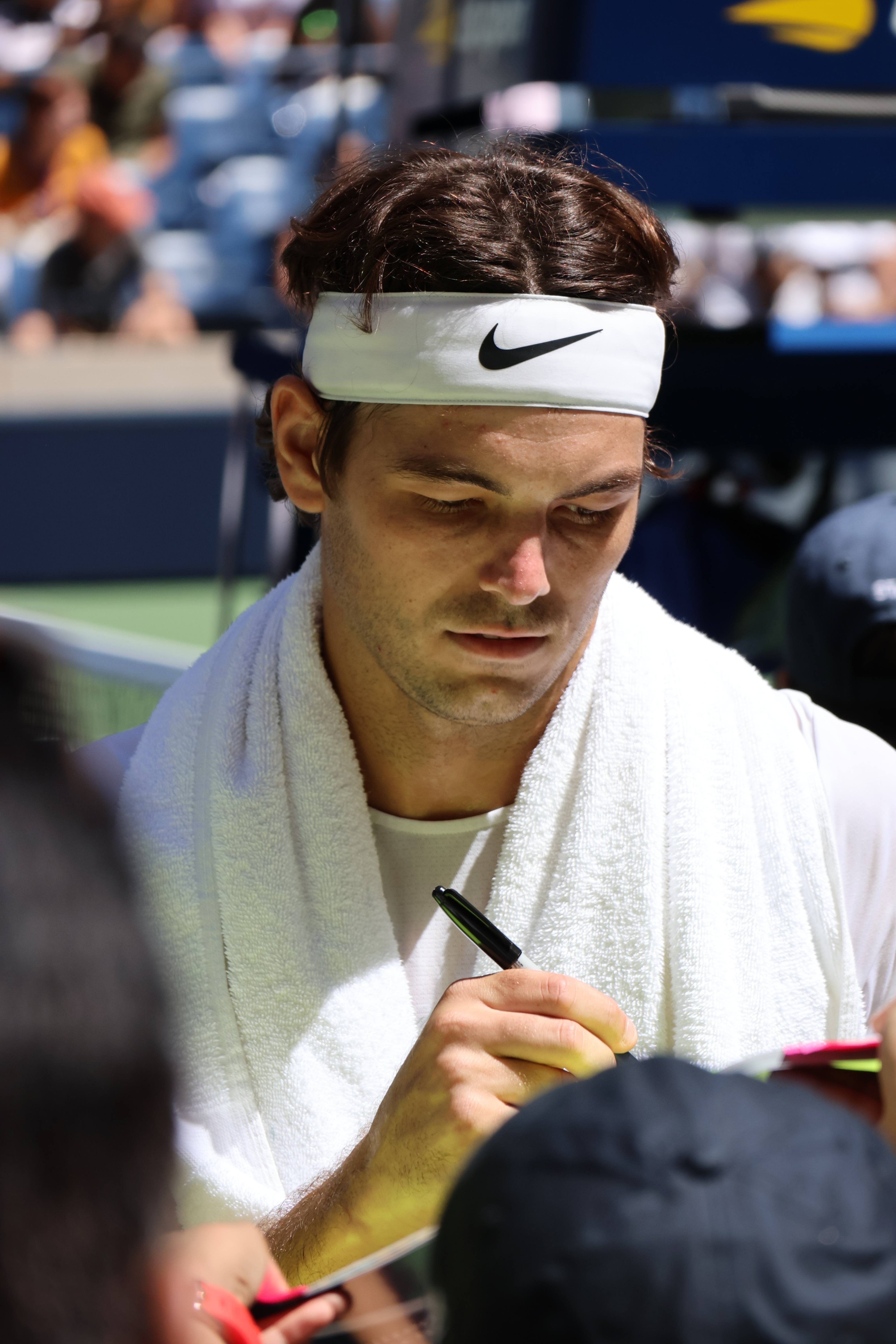
На Открытом чемпионате США 2023 года

В начале января в составе сборной США победил на командном соревновании United Cup в Австралии. На Открытом чемпионате Австралии во втором круге в пяти сетах уступил 113-й ракетке мира Алексею Попырину. В феврале он вышел в полуфинал в Далласе, а затем выиграл турнир в Делрей-Бич на харде, переиграв в финале Миомира Кецмановича (6-0, 5-7, 6-2). Это был 10-й финал и пятая победа Фрица на турнирах основного тура в одиночном разряде. 27 февраля Фриц поднялся на высшее в карьере пятое место в рейтинге и в этом статусе пробыл две недели. На турнире в Акапулько смог выйти в полуфинал. В марте на Мастерсах в Индиан-Уэлсе и Майами на харде доходил до 1/4 финала, проиграв в первом случае Яннику Синнеру в трёх сетах, а затем первой ракетке мира Карлосу Алькарасу в двух сетах. После потери рейтинговых очков за прошлогодний титул в Индиан-Уэлсе американец опустился на 10-е место в рейтинге.
Грунтовую часть сезона Фриц начал на Мастерсе в Монте-Карло, где в четвертьфинале обыграл третью ракетку мира Стефаноса Циципаса (6-2, 6-4), но в полуфинале уступил шестой ракетке мира Андрею Рублёву (7-5, 1-6, 3-6). До Ролан Гаррос он дважды вышел в полуфинал на небольших турнирах в туре: в Мюнхене и Женеве. На Открытом чемпионате Франции Фриц проиграл в третьем круге 23-й ракетке мира Франсиско Серундоло в четырёх сетах. Травяной отрезок он начал в июне с четвертьфинала в Штутгарте. Затем дошёл до финала турнира ATP 500 в Лондоне в парном разряде вместе с Иржи Легечкой. Это был первый парный финал для Фрица с октября 2019 года. На Уимблдоне Фриц сначала в пяти сетах обыграл немца Янника Ханфмана, а затем также в пяти сетах проиграл Микаэлю Имеру из Швеции, хотя выиграл первые два сета.
В конце июля Фриц победил на турнире ATP 250 в Атланте на харде. В финале был обыгран Александар Вукич из Австралии — 7-5, 6-7(5), 6-4. Это была пятая подряд победа Фрица в финальных матчах турниров ATP в одиночном разряде. На следующем турнире в Вашингтоне ему удалось выйти в полуфинал. В августе в Цинциннати Фриц четвёртый раз за сезон дошёл до четвертьфинала турнира серии Мастерс, ранее за всю карьеру он всего пять раз играл в четвертьфиналах турниров этой серии. В Цинциннати Фриц в 1/4 финала уступил Новаку Джоковичу (0-6, 4-6). На Открытом чемпионате США Фриц был посеян под 9-м номером и второй раз в карьере вышел в 1/4 финала турнира Большого шлема (после Уимблдона 2022 года), не отдав ни одного сета в четырёх матчах. В 1/4 финала без особой борьбы уступил будущему чемпиону Джоковичу — 1-6, 4-6, 4-6.
Осенью выступал неудачно, ни на одном турнире не смог выиграть более одного матча. Последним турниром Фрица в сезоне стал Мастерс в Париже, где он снялся с игры до матча второго круга. Закончил сезон на 10-м месте в рейтинге, не попав на Итоговый турнир.

### 2024: первые финалы в турнире Большого шлема и Итоговом турнире ATP
На Открытом чемпионате Австралии едва не вылетел в первом круге, но сумел победить Факундо Диаса Акосту, уступая 1-2 по сетам. В четвёртом круге обыграл 7-ю ракетку мира Стефаноса Циципаса в четырёх сетах, но в следующем раунде проиграл возглавлявшему рейтинг действующему чемпиону Джоковичу в четырёх сетах.

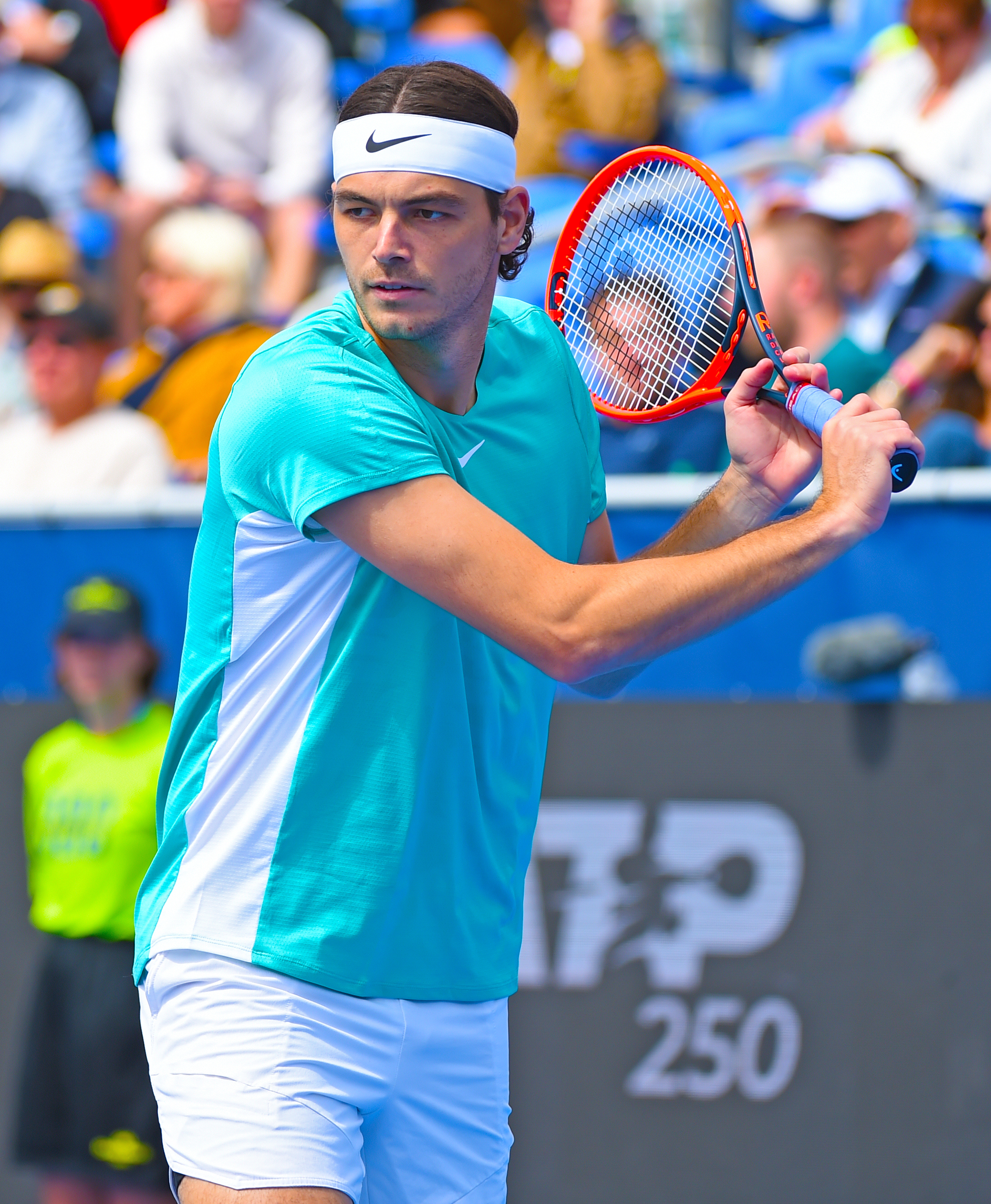
Фриц на турнире в Делрэй-Бич в 2024 году

В феврале выиграл турнир ATP 250 на харде в Делрей-Бич, не отдав ни одного сета в 4 матчах. В финале Фриц разгромил Томми Пола со счётом 6-2, 6-3.Относительно неудачно выступив на трёх подряд турнирах Мастрс (лишь в Индиан-Уэллсе дошёл до четвёртого круга, где в трёх сетах проиграл 7-й ракетке мира Хольгеру Руне), пробился в финал турнира базовой категории в Мюнхене, уступив там Яну-Леннарду Штруффу, занимавшему в рейтинге 28-ю позицию. После этого пробился в полуфинал на Мастерсе в Мадриде и в четвертьфинал в Риме, по пути обыграв соответственно Хуберта Хуркача и Григора Димитрова, а на Открытом чемпионате Франции остановился в четвёртом круге, в четырёх сетах проиграв Рууду.
На травяном турнире в Лондоне в преддверии Уимблдона вместе с Кареном Хачановым дошёл до финала в парном разряде, где проиграл паре Майкл Винус/Нил Скупски в трёх сетах. Неделю спустя в третий раз за карьеру выиграл травяной турнир в Истборне, снова не отдав соперникам ни одного сета в четырёх матчах, хотя 5 из 8 сетов выиграл на тай-брейках. На самом Уимблдоне после победы над четвёртой ракеткой мира Александром Зверевым во второй раз за три года пробился в четвертьфинал. В 1/4 финала неожиданно уступил 25-й ракетке мира итальянцу Лоренцо Музетти в пяти сетах.
Тому же Музетти Фриц проиграл в третьем круге одиночного разряда на Олимпийских играх в Париже на кортах «Ролан Гаррос». В парном разряде выступал вместе с Томми Полом и дошёл до полуфинала, где американцы уступили будущим чемпионам австралийской паре Мэттью Эбден/Джон Пирс (5:7, 2:6). В матче за третье место Фриц и Пол обыграли чехов Томаша Махача и Адама Павласека со счётом 6:3, 6:4 и завоевали олимпийскую бронзу.
На Открытом чемпионате США Фриц был посеян под 12-м номером и в четвёртом круге обыграл в четырёх сетах восьмого сеянного Каспера Рууда, взяв реванш за поражение на «Ролан Гаррос» на этой же стадии. В 1/4 финала Фриц снова обыграл Александра Зверева — 7-6(2), 3-6, 6-4, 7-6(3) — и впервые в карьере вышел в полуфинал турнира Большого шлема. После победы над соотечественником Фрэнсисом Тиафо (4-6, 7-5, 4-6, 6-4, 6-1) он вышел в дебютный для себя финал серии Большого шлема в карьере. В решающем матче Фриц уступил первой ракетке мира Яннику Синнеру в трёх сетах. В игравшемся после Открытого чемпионата США выставочном Кубке Лейвера он был первой ракеткой сборной мира, игравшей против сборной Европы. В первый день Фриц в паре с Беном Шелтоном нанёс поражение лидерам сборной Европы Звереву и Алькарасу, а затем в очередной раз победил в личной встрече Зверева, возглавлявшего список сборной Европы как вторая ракетка мира. Однако решающей для всего матча стала его встреча в последний день с Алькарасом: перед ней сборная мира вела 11:10, но победитель игры приносил команде 3 очка и общую победу. Испанский теннисист оказался сильнее в личном поединке и победил в двух сетах 6-2, 7-5.
После полуфинала турнира Мастерс в Шанхае, где Фриц уступил в двух сетах Джоковичу, он поднялся в рейтинге до 6-го места. Хотя в следующем Мастерсе, в Париже, американец проиграл первый же свой матч, он обеспечил себе участие в Итоговом турнире ATP благодаря неудачным выступлениям основных конкурентов. На само́м Итоговом турнире Фриц проиграл в группе Яннику Синнеру, но вышел в плей-офф со второго места и, в очередной раз победив Зверева, вторично встретился с итальянцем уже в финале. Синнер оказался сильней и там, но Фриц обеспечил себе четвёртое место в рейтинге по итогам года, установив новый личный рекорд. Он завершил сезон участием в финальном турнире Мировой группы Кубка Дэвиса, где, несмотря его победу в личной встрече над Алексом де Минором, сборная США проиграла австралийцам в четвертьфинале.

## Рейтинг на конец года
| Год  | Одиночный рейтинг | Парный рейтинг |
| 2024 | 4                 | 165            |
| 2023 | 10                | 155            |
| 2022 | 9                 | 139            |
| 2021 | 23                | 207            |
| 2020 | 29                | 106            |
| 2019 | 32                | 120            |
| 2018 | 49                | 208            |
| 2017 | 104               | 498            |
| 2016 | 76                | 244            |
| 2015 | 174               | 956            |
| 2014 | 1151              | 1098           |

## Выступления на турнирах

### Финалы турниров Большого шлема в одиночном разряде (1)

#### Поражение (1)
| №  | Год  | Турнир                 | Покрытие | Соперник в финале | Счёт        |
| 1. | 2024 | Открытый чемпионат США | Хард     | Янник Синнер      | 3-6 4-6 5-7 |

### Финалы Итогового турнираATP(1)

#### Поражение (1)
| №  | Год  | Турнир        | Покрытие   | Соперник в финале | Счет    |
| 1. | 2024 | Турин, Италия | Хард (зал) | Янник Синнер      | 4-6 4-6 |

### Финалы турнировATPв одиночном разряде (18)

#### Победы (10)
| Легенда                     |
| --------------------------- |
| Турниры Большого шлема (0)* |
| Итоговый турнир ATP (0)     |
| Мастерс (1)                 |
| АТР 500 (1)                 |
| АТР 250 (8)                 |

| Титулы по покрытиям | Титулы по месту проведения матчей турнира |
| ------------------- | ----------------------------------------- |
| Хард (5)*           | Зал (0)                                   |
| Грунт (0)           | Зал (0)                                   |
| Трава (5)           | Открытый воздух (10)                      |
| Ковёр (0)           | Открытый воздух (10)                      |

* количество побед в одиночном разряде.
| №   | Дата            | Турнир                      | Покрытие | Соперник в финале | Счёт              |
| 1.  | 29 июня 2019    | Истборн, Великобритания     | Трава    | Сэм Куэрри        | 6-3 6-4           |
| 2.  | 20 марта 2022   | Индиан-Уэлс, США            | Хард     | Рафаэль Надаль    | 6-3 7-6(5)        |
| 3.  | 25 июня 2022    | Истборн, Великобритания (2) | Трава    | Максим Кресси     | 6-2 6-7(4) 7-6(4) |
| 4.  | 9 октября 2022  | Токио, Япония               | Хард     | Фрэнсис Тиафо     | 7-6(3) 7-6(2)     |
| 5.  | 19 февраля 2023 | Делрей-Бич, США             | Хард     | Миомир Кецманович | 6-0 5-7 6-2       |
| 6.  | 30 июля 2023    | Атланта, США                | Хард     | Александр Вукич   | 7-5 6-7(5) 6-4    |
| 7.  | 19 февраля 2024 | Делрей-Бич, США (2)         | Хард     | Томми Пол         | 6-2 6-3           |
| 8.  | 29 июня 2024    | Истборн, Великобритания (3) | Трава    | Макс Пёрселл      | 6-4 6-3           |
| 9.  | 15 июня 2025    | Штутгарт, Германия          | Трава    | Александр Зверев  | 6-3 7-6(0)        |
| 10. | 28 июня 2025    | Истборн, Великобритания (4) | Трава    | Дженсон Бруксби   | 7-5 6-1           |

#### Поражения (8)
| №  | Дата            | Турнир                  | Покрытие   | Соперник в финале | Счёт           |
| 1. | 14 февраля 2016 | Мемфис, США             | Хард (зал) | Кэй Нисикори      | 4-6 4-6        |
| 2. | 28 июля 2019    | Атланта, США            | Хард       | Алекс де Минор    | 3-6 6-7(2)     |
| 3. | 3 августа 2019  | Кабо-Сан-Лукас, Мексика | Хард       | Диего Шварцман    | 6-7(6) 3-6     |
| 4. | 1 марта 2020    | Акапулько, Мексика      | Хард       | Рафаэль Надаль    | 3-6 2-6        |
| 5. | 31 октября 2021 | Санкт-Петербург, Россия | Хард (зал) | Марин Чилич       | 6-7(3) 6-4 4-6 |
| 6. | 21 апреля 2024  | Мюнхен, Германия        | Грунт      | Ян-Леннард Штруфф | 5-7 3-6        |
| 7. | 8 сентября 2024 | Открытый чемпионат США  | Хард       | Янник Синнер      | 3-6 4-6 5-7    |
| 8. | 17 ноября 2024  | Итоговый турнир ATP     | Хард (зал) | Янник Синнер      | 4-6 4-6        |

### Финалы челленджеров и фьючерсов в одиночном разряде (8)

#### Победы (5)
| Условные обозначения |
| Челленджеры (4)*     |
| Фьючерсы (0)         |

| Титулы по покрытиям | Титулы по месту проведения матчей турнира |
| ------------------- | ----------------------------------------- |
| Хард (5)*           | Зал (0)                                   |
| Грунт (0)           | Зал (0)                                   |
| Трава (0)           | Открытый воздух (5)                       |
| Ковёр (0)           | Открытый воздух (5)                       |

* количество побед в одиночном разряде + количество побед в парном разряде.
| №  | Дата            | Турнир                 | Покрытие | Соперник в финале | Счёт        |
| 1. | 11 октября 2015 | Сакраменто, США        | Хард     | Джаред Дональдсон | 6-4 3-6 6-4 |
| 2. | 18 октября 2015 | Фэрфилд, США           | Хард     | Дастин Браун      | 6-3 6-4     |
| 3. | 10 января 2016  | Хэппи-Вэлли, Австралия | Хард     | Дуди Села         | 7-6(7) 6-2  |
| 4. | 28 января 2018  | Ньюпорт-Бич, США       | Хард     | Брэдли Клан       | 3-6 7-5 6-0 |
| 5. | 27 января 2019  | Ньюпорт-Бич, США       | Хард     | Брэйден Шнур      | 7-6(7) 6-4  |

#### Поражения (3)
| №  | Дата           | Турнир                 | Покрытие   | Соперник в финале | Счёт        |
| 1. | 21 ноября 2015 | Шампейн, США           | Хард (зал) | Хенри Лааксонен   | 6-4 2-6 2-6 |
| 2. | 4 февраля 2017 | Даллас, США            | Хард (зал) | Райан Харрисон    | 3-6 3-6     |
| 3. | 6 января 2018  | Нумеа, Новая Каледония | Хард       | Ноа Рубин         | 5-7 4-6     |

### Финалы турнировATPв парном разряде (4)

#### Поражения (4)
| №  | Дата            | Турнир                     | Покрытие   | Партнёр           | Соперники в финале                         | Счёт              |
| 1. | 5 августа 2018  | Кабо-Сан-Лукас, Мексика    | Хард       | Танаси Коккинакис | Марсело Аревало Мигель Анхель Рейес Варела | 4-6 4-6           |
| 2. | 27 октября 2019 | Базель, Швейцария          | Хард (зал) | Райли Опелка      | Жан-Жюльен Ройер Хория Текэу               | 5-7 3-6           |
| 3. | 25 июня 2023    | Лондон, Великобритания     | Трава      | Иржи Легечка      | Иван Додиг Остин Крайчек                   | 4-6 7-6(5) [3-10] |
| 4. | 23 июня 2024    | Лондон, Великобритания (2) | Трава      | Карен Хачанов     | Майкл Винус Нил Скупски                    | 6-4 6-7(5) [8-10] |

### Финалы челленджеров и фьючерсов в парном разряде (1)

#### Поражения (1)
| №  | Дата           | Турнир         | Покрытие | Партнёр         | Соперники в финале            | Счёт    |
| 1. | 2 февраля 2014 | Палм-Кост, США | Грунт    | Мартин Редлицки | Милош Секулич Маркус Эрикссон | 1-6 1-6 |

### Финалы командных турниров (2)

#### Победа (2)
| №  | Год  | Турнир     | Команда                                                                             | Соперник в финале                                                                                        | Счёт |
| 1. | 2023 | United Cup | США · Т. Фриц, Дж. Пегула, Ф. Тиафо, М. Киз, Д. Кудла, А. Паркс, Х. Риз, Д. Кравчик | Италия · М. Берреттини, М. Тревизан, Л. Музетти, Л. Бронцетти, А. Вавассори, К. Розателло, М. Бортолотти | 4—0  |
| 2. | 2025 | United Cup | США · Т. Фриц, К. Гауфф, Д. Кудла, Д. Коллинз, Р. Галлоуэй, Д. Кравчик              | Польша · Х. Хуркач, И. Швёнтек, К. Майхшак, М. Хвалиньская, Я. Зелиньский, А. Росольская                 | 2—0  |

## История выступлений на турнирах
По состоянию на 16 июня 2025 года
Для того, чтобы предотвратить неразбериху и удваивание счета, информация в этой таблице корректируется только по окончании турнира или по окончании участия там данного игрока.
| Турнир                       | 2014          | 2015          | 2016  | 2017          | 2018          | 2019          | 2020          | 2021          | 2022          | 2023          | 2024  | 2025  | Итог   | В/П за карьеру |
| ---------------------------- | ------------- | ------------- | ----- | ------------- | ------------- | ------------- | ------------- | ------------- | ------------- | ------------- | ----- | ----- | ------ | -------------- |
| Турниры Большого шлема       |               |               |       |               |               |               |               |               |               |               |       |       |        |                |
| Открытый чемпионат Австралии | -             | -             | 1Р    | 1Р            | К2            | 3Р            | 3Р            | 3Р            | 4Р            | 2Р            | 1/4   | 3Р    | 0 / 9  | 16-9           |
| Открытый чемпионат Франции   | -             | -             | 1Р    | -             | 1Р            | 2Р            | 3Р            | 2Р            | 2Р            | 3Р            | 4Р    | 1Р    | 0 / 9  | 10-9           |
| Уимблдонский турнир          | -             | -             | 1Р    | 1Р            | 2Р            | 2Р            | НП            | 3Р            | 1/4           | 2Р            | 1/4   |       | 0 / 8  | 13-8           |
| Открытый чемпионат США       | К1            | К1            | 1Р    | 2Р            | 3Р            | 1Р            | 3Р            | 2Р            | 1Р            | 1/4           | Ф     |       | 0 / 9  | 16-9           |
| Итог                         | 0 / 0         | 0 / 0         | 0 / 4 | 0 / 3         | 0 / 3         | 0 / 4         | 0 / 3         | 0 / 4         | 0 / 4         | 0 / 4         | 0 / 4 | 0 / 2 | 0 / 35 |                |
| В/П в сезоне                 | 0-0           | 0-0           | 0-4   | 1-3           | 3-3           | 4-4           | 6-3           | 6-4           | 8-4           | 8-4           | 17-4  | 2-2   | 55-35  |                |
| Итоговые турниры             |               |               |       |               |               |               |               |               |               |               |       |       |        |                |
| Итоговый турнир ATP          | -             | -             | -     | -             | -             | -             | -             | -             | 1/2           | -             | Ф     |       | 0 / 2  | 5-4            |
| Олимпийские игры             |               |               |       |               |               |               |               |               |               |               |       |       |        |                |
| Летняя Олимпиада             | Не проводился | Не проводился | -     | Не проводился | Не проводился | Не проводился | Не проводился | -             | Не проводился | Не проводился | 3Р    | НП    | 0 / 1  | 2-1            |
| Турниры Мастерс              |               |               |       |               |               |               |               |               |               |               |       |       |        |                |
| Индиан-Уэлс                  | -             | К2            | 1Р    | 3Р            | 4Р            | 1Р            | НП            | 1/2           | П             | 1/4           | 4Р    | 4Р    | 1 / 9  | 22-8           |
| Майами                       | -             | -             | 2Р    | 2Р            | 1Р            | 1Р            | НП            | 4Р            | 4Р            | 1/4           | 2Р    | 1/2   | 0 / 9  | 13-9           |
| Монте-Карло                  | -             | -             | -     | -             | -             | 3Р            | НП            | 1Р            | 1/4           | 1/2           | 1Р    | -     | 0 / 5  | 8-5            |
| Мадрид                       | -             | -             | К1    | -             | К2            | 2Р            | НП            | 1Р            | -             | 4Р            | 1/2   | 4Р    | 0 / 5  | 9-5            |
| Рим                          | -             | -             | К1    | -             | К1            | 2Р            | 1Р            | 2Р            | -             | 2Р            | 1/4   | 2Р    | 0 / 6  | 5-6            |
| Монреаль/Торонто             | -             | -             | 1Р    | -             | -             | 1Р            | НП            | 1Р            | 3Р            | 3Р            | 2Р    |       | 0 / 6  | 4-6            |
| Цинциннати                   | -             | -             | 1Р    | -             | -             | 1Р            | 2Р            | 1Р            | 1/4           | 1/4           | 1Р    |       | 0 / 7  | 7-7            |
| Шанхай                       | -             | -             | 2Р    | К1            | 2Р            | 2Р            | Не проводился | Не проводился | Не проводился | 3Р            | 1/2   |       | 0 / 5  | 8-5            |
| Париж                        | -             | -             | К1    | -             | -             | 2Р            | 1Р            | 1/4           | 2Р            | 2Р            | 2Р    |       | 0 / 6  | 6-5            |
| Статистика за карьеру        |               |               |       |               |               |               |               |               |               |               |       |       |        |                |
| Проведено финалов            | 0             | 0             | 1     | 0             | 0             | 3             | 1             | 1             | 3             | 2             | 5     | 0     |        | 16             |
| Выиграно турниров АТП        | 0             | 0             | 0     | 0             | 0             | 1             | 0             | 0             | 3             | 2             | 2     | 0     |        | 8              |
| В/П: всего                   | 0-0           | 1-1           | 15-22 | 13-13         | 23-20         | 31-30         | 14-15         | 34-22         | 46-21         | 54-23         | 53-23 | 17-10 |        | 301-200        |
| Σ % побед                    | 0 %           | 50 %          | 41 %  | 50 %          | 53 %          | 51 %          | 48 %          | 61 %          | 69 %          | 70 %          | 70 %  | 63 %  |        | 60,1 %         |

К — проигрыш в квалификационном турнире.

## Победы над теннисистами из топ-10
По состоянию на 16 июня 2025 года
- У Фрица рекорд 31-43 против игроков, которые на момент проведения матча входили в топ-10.

| Сезон | 2015 | 2016 | 2017 | 2018 | 2019 | 2020 | 2021 | 2022 | 2023 | 2024 | 2025 | Всего |
| Побед | 0    | 0    | 1    | 0    | 5    | 0    | 3    | 6    | 4    | 11   | 1    | 31    |

| №    | Игрок               | Рейтинг | Турнир                       | Покрытие   | Этап       | Счёт                          | Рейтинг Фрица |
| ---- | ------------------- | ------- | ---------------------------- | ---------- | ---------- | ----------------------------- | ------------- |
| 2017 |                     |         |                              |            |            |                               |               |
| 1.   | Марин Чилич         | 7       | Индиан-Уэлс, США             | Хард       | 2-й раунд  | 4-6, 7-5, 6-4                 | 136           |
| 2019 |                     |         |                              |            |            |                               |               |
| 2.   | Джон Изнер          | 10      | Окленд, Новая Зеландия       | Хард       | 2-й раунд  | 7-6(3), 7-6(5)                | 50            |
| 3.   | Фабио Фоньини       | 9       | Кабо-Сан-Лукас, Мексика      | Хард       | 1/4 финала | 6-1, 7-6(1)                   | 28            |
| 4.   | Доминик Тим         | 5       | Кубок Лейвера                | Хард (зал) | Группа     | 7-5, 6-7(3), [10-5]           | 30            |
| 5.   | Александр Зверев    | 6       | Базель, Швейцария            | Хард (зал) | 1-й раунд  | 7-6(7), 6-4                   | 31            |
| 6.   | Маттео Берреттини   | 8       | Кубок Дэвиса                 | Хард (зал) | Группа     | 5-7, 7-6(5), 6-2              | 32            |
| 2021 |                     |         |                              |            |            |                               |               |
| 7.   | Маттео Берреттини   | 7       | Индиан-Уэлс, США             | Хард       | 3-й раунд  | 6-4, 6-3                      | 39            |
| 8.   | Александр Зверев    | 4       | Индиан-Уэлс, США             | Хард       | 1/4 финала | 4-6, 6-3, 7-6(3)              | 39            |
| 9.   | Андрей Рублёв       | 6       | Париж, Франция               | Хард (зал) | 2-й раунд  | 7-5, 7-6(2)                   | 26            |
| 2022 |                     |         |                              |            |            |                               |               |
| 10.  | Андрей Рублёв       | 7       | Индиан-Уэлс, США             | Хард       | 1/2 финала | 7-5, 6-4                      | 20            |
| 11.  | Рафаэль Надаль      | 4       | Индиан-Уэлс, США             | Хард       | Финал      | 6-3, 7-6(5)                   | 20            |
| 12.  | Андрей Рублёв       | 8       | Цинциннати, США              | Хард       | 3-й раунд  | 6-7(4), 6-2, 7-5              | 13            |
| 13.  | Кэмерон Норри       | 8       | Кубок Лейвера                | Хард (зал) | Группа     | 6-1, 4-6, [10-8]              | 12            |
| 14.  | Рафаэль Надаль      | 2       | Итоговый турнир ATP          | Хард (зал) | Группа     | 7-6(3), 6-1                   | 9             |
| 15.  | Феликс Оже-Альяссим | 6       | Итоговый турнир ATP          | Хард (зал) | Группа     | 7-6(4), 6-7(5), 6-2           | 9             |
| 2023 |                     |         |                              |            |            |                               |               |
| 16.  | Хуберт Хуркач       | 10      | United Cup                   | Хард       | 1/2 финала | 7-6(5), 7-6(5)                | 9             |
| 17.  | Хольгер Руне        | 8       | Майами, США                  | Хард       | 4-й раунд  | 6-3, 6-4                      | 10            |
| 18.  | Стефанос Циципас    | 3       | Монте-Карло, Монако          | Грунт      | 1/4 финала | 6-2, 6-4                      | 10            |
| 19.  | Андрей Рублёв       | 6       | Кубок Лейвера                | Хард (зал) | Группа     | 6-2, 7-6(3)                   | 8             |
| 2024 |                     |         |                              |            |            |                               |               |
| 20.  | Стефанос Циципас    | 7       | Открытый чемпионат Австралии | Хард       | 4-й раунд  | 7-6(3), 5-7, 6-3, 6-3         | 12            |
| 21.  | Хуберт Хуркач       | 9       | Мадрид, Испания              | Грунт      | 4-й раунд  | 7-6(2), 6-4                   | 13            |
| 22.  | Григор Димитров     | 10      | Рим, Италия                  | Грунт      | 4-й раунд  | 6-2, 6-7(11), 6-1             | 13            |
| 23.  | Александр Зверев    | 4       | Уимблдон                     | Трава      | 4-й раунд  | 4-6, 6-7(4), 6-4, 7-6(3), 6-3 | 12            |
| 24.  | Каспер Рууд         | 8       | Открытый чемпионат США       | Хард       | 4-й раунд  | 3-6, 6-4, 6-3, 6-2            | 12            |
| 25.  | Александр Зверев    | 4       | Открытый чемпионат США       | Хард       | 1/4 финала | 7-6(2), 3-6, 6-4, 7-6(3)      | 12            |
| 26.  | Александр Зверев    | 2       | Кубок Лейвера                | Хард (зал) | Группа     | 6-4, 7-5                      | 7             |
| 27.  | Даниил Медведев     | 4       | Итоговый турнир ATP          | Хард (зал) | Группа     | 6-4, 6-3                      | 5             |
| 28.  | Алекс де Минор      | 9       | Итоговый турнир ATP          | Хард (зал) | Группа     | 5-7, 6-4, 6-3                 | 5             |
| 29.  | Александр Зверев    | 2       | Итоговый турнир ATP          | Хард (зал) | 1/2 финала | 6-3, 3-6, 7-6(3)              | 5             |
| 30.  | Алекс де Минор      | 9       | Кубок Дэвиса                 | Хард (зал) | 1/4 финала | 6-3, 6-4                      | 4             |
| 2025 |                     |         |                              |            |            |                               |               |
| 31.  | Александр Зверев    | 3       | Штутгарт, Германия           | Трава      | Финал      | 6-3, 7-6(0)                   | 4             |